# Брумфилд-Хилл
«Брумфилд-Хилл» (англ. The Broomfield Hill, также The Broomfield Wager; Child 43, Roud 34) — народная баллада шотландского происхождения. Фрэнсис Джеймс Чайлд в своём собрании приводит шесть её вариантов, один из которых записан и издан в виде бродсайда не в Шотландии, а на северо-западе Англии.
На русский язык балладу перевёл Юлий Маркович Даниэль.

## Сюжет
Леди и рыцарь заключают спор о том, сможет ли она сходить с ним на свидание на Брумсфилд-Хилл (broom — любой кустарник с шипами, в частности ракитник или дрок) и при этом сохранить свою честь. Девушка стоит перед сложным выбором: если она пойдёт на встречу, то, вероятно, потеряет невинность и проиграет пари, если нет — то друг уличит её в нарушении договорённости. В большинстве версий совет по выходу из положения ей даёт ведьма. Девушка идёт на холм и обнаруживает рыцаря спящим на траве. Она собирает с кустарника цветки и посыпает ими его ноги и голову, чтобы тот крепче спал. Потом, чтобы показать, что она приходила, леди снимает свои кольца и одевает их спящему на правую руку, а на грудь кладёт платок. Далее в некоторых версиях она не уходит, а укрывается в кустарнике, чтобы слышать происходящее. Рыцарь, проснувшись и осознав ситуацию, начинает, в разных вариантах текста, попеременно упрекать свою гончую, сокола, коня и слуг, что те не разбудили его; они же отвечают, что пытались, но это было невозможно. В одной из версий неудачливый любовник говорит, что намеревался при встрече с девушкой и своём успехе убить её, в другой, поздней, что наоборот, готовил ей смерть в случае отказа.
Снотворное действие колючего кустарника обнаруживается в некоторых исландских сказках, где человек не сможет проснуться, пока шип этого кустарника не вынуть у него из одежды или из уха. Схожий сюжет встречается, помимо скандинавского фольклора, например, в немецком, итальянском и греческом.

## Версии

### Ранние опубликованные версии
«Брумфилд-Хилл» был напечатан несколькими издателями бродсайд-баллад. В Бодлеевской коллекции Бродсайда их семь, и все они довольно похожи, с самой ранней возможной датой 1711 года.